# کراسنویه (کیزلیارسکی)
کراسنویه (به لاتین: Krasnoye) یک منطقهٔ مسکونی در روسیه است که در شهرستان کیزلیارسکی واقع شده‌است.